# Alfredo Ceschiatti
Alfredo Ceschiatti, né à Belo Horizonte le 1er septembre 1918 et mort à Rio de Janeiro le 25 août 1989, est un sculpteur brésilien.

## Galerie

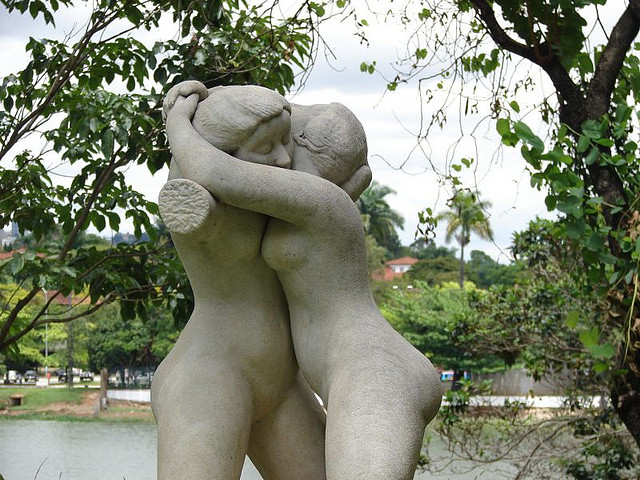
L'Étreinte
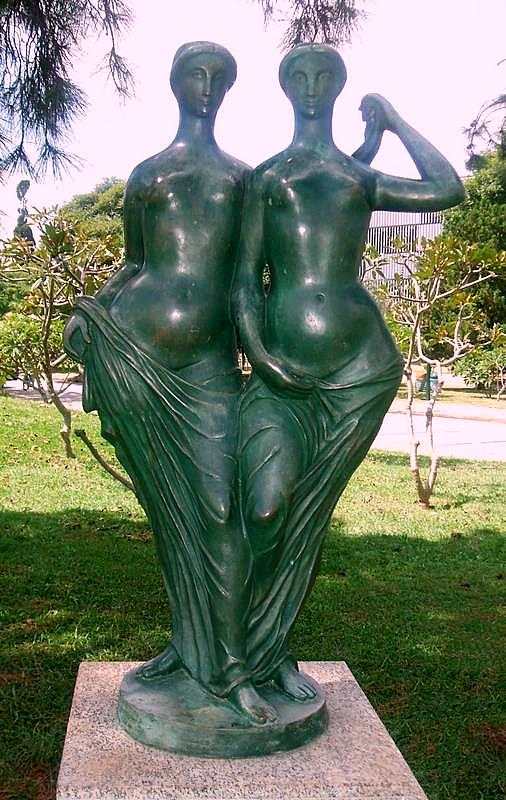
Les Sœurs